# Regiunea Debubawi Keyih Bahri
Regiunea Debubawi Keyih Bahri (Marea Roșie de Sud) este una dintre cele 6 unități administrativ-teritoriale de gradul I ale Eritreei. Reședința sa este orașul Asseb.